# Wilton (Iowa)
Wilton es una ciudad ubicada en el condado de Muscatine en el estado estadounidense de Iowa. En el Censo de 2010 tenía una población de 2802 habitantes y una densidad poblacional de 554,51 personas por km².

## Geografía
Wilton se encuentra ubicada en las coordenadas 41°35′21″N 91°1′32″O / 41.58917, -91.02556. Según la Oficina del Censo de los Estados Unidos, Wilton tiene una superficie total de 5.05 km², de la cual 5.05 km² corresponden a tierra firme y (0.15%) 0.01 km² es agua.

## Demografía
Según el censo de 2010, había 2802 personas residiendo en Wilton. La densidad de población era de 554,51 hab./km². De los 2802 habitantes, Wilton estaba compuesto por el 97.54% blancos, el 0.29% eran afroamericanos, el 0.04% eran amerindios, el 0.07% eran asiáticos, el 0% eran isleños del Pacífico, el 0.86% eran de otras razas y el 1.21% pertenecían a dos o más razas. Del total de la población el 2.57% eran hispanos o latinos de cualquier raza.

## Historia
El primer colonizador en construir una casa en el área que sería conocida como Wilton en el nuevo estado de Iowa (1846) fue el Sr. Christian Marolf, quien llegó en julio de 1849 y erigió una pequeña casa de troncos frente a la iglesia luterana alemana.La ciudad fue sede del Wilton German English College desde 1894 hasta 1905. El campus del colegio luego se convirtió en City Park, y algunos de los edificios del colegio permanecen hasta el día de hoy.